# Rookie of the Year

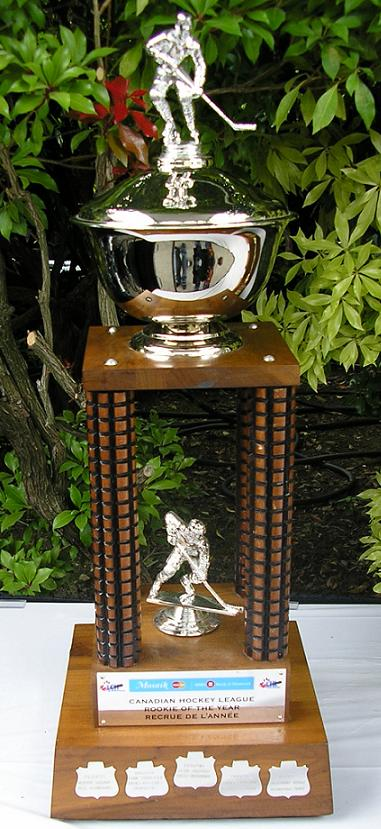
Il premio assegnato dalla CHL

Il Rookie of the Year (letteralmente matricola dell'anno) è il premio che negli sport professionistici statunitensi (MLB, NFL, NBA, NHL) viene dato al miglior giocatore fra quelli al primo anno di attività nella lega.

## Principali sport che assegnano il premio
Baseball
- Major League Baseball

Football americano
- National Football League

Basket
- National Basketball Association

Hockey su ghiaccio
- National Hockey League
- Canadian Hockey League

Motocross
- Women's Professional Mx National
- Men's Professional Mx Ama Supercross/ National

Automobilismo
- 500 miglia di Indianapolis
- NASCAR

Calcio
- Major League Soccer
- Women's Professional Soccer

Lacrosse
- Major League Lacrosse

### NASCAR
Il premio dal 1958 viene assegnato al miglior debuttante della NASCAR Sprint Cup Series. Tra i campioni che hanno vinto il premio si ricordano Richard Petty (1959 e poi sette titoli vinti), David Pearson (1960 e poi tre titoli vinti), Dale Earnhardt (1979 e poi sette titoli vinti), Jeff Gordon (1993 e poi quattro titoli vinti), Tony Stewart (1999 e poi tre titoli vinti). Mentre tra i plurititolati, fa scalpore il 5 volte campione NASCAR Jimmie Johnson, che il titolo non lo vinse.